# Рудик, Кира Александровна
Кира Александровна Рудик (укр. Кіра Олександрівна Рудик; род. 14 октября 1985, Ужгород) — украинский политик. Народный депутат Украины IX созыва (с 2019 года). Глава партии «Голос» (с 2020 года).

## Биография
Родилась 14 октября 1985 года в Ужгороде, Закарпатская область. Мать — балерина. 
Училась в ужгородской школе №1 с углубленным изучением английского языка, которую окончила в 2002 году. После школы поступила на специальность «информационные управляющие системы и технологии» в Национальный университет «Киево-Могилянская академия», где в 2008 году получила диплом магистра
В 2005 году начала работать тестировщиком программного обеспечения в компании Software MacKiev, после чего в 2007 году перешла в TAIN Ukraine. С 2010 по 2013 год работала в IT-проекте MiMedia, а с 2013 по 2016 год — в Head of PM in TechTeamLabs. В течение восьми месяцев работала в США, после чего начала заниматься организацией процессов, менеджментом и аутстаффингом на Украине. С 2016 года — главный операционный менеджер в украинском филиале компании Ring, занимающейся системами безопасности для дома. В августе 2019 года покинула Ring.
29 сентября 2020 года Кира Рудик заявила о том, что заболела COVID-19.

### Политическая деятельность
На парламентских выборах 2019 года была избрана народным депутатом, пройдя по списку партии «Голос» (№ 3). В законодательном органе Рудик заняла пост первого заместителя комитета по вопросам цифровой трансформации. В декабре 2019 года стала сопредседателем межфракционного объединения «Гуманная страна», созданного с целью защиты животных.
11 марта 2020 года, после того как Святослав Вакарчук сложил с себя полномочия председателя партии «Голос», съезд партии на вакантное место избрал Киру Рудик. 17 июля 2020 года Рудик объявила о переходе «Голоса» в оппозицию к действующей власти. 4 сентября 2020 года стало известно, что Российская Федерация включила Рудик в список лиц, в отношении которых вводятся специальные экономические меры.
В июне 2022 года была избрана одним из вице-президентов Альянса либералов и демократов за Европу.
В октябре 2022 года посетила частично признанное государство Тайвань.

## Рейтинги
В 2019 году журнал «Новое время» включил Рудик в топ-100 успешных женщин Украины, а журнал «Фокус» в список 33 лучших менеджеров Украины. В 2020 году «Фокус» поставил Рудик на 34 место в рейтинге «100 самых влиятельных женщин Украины».